# Ustilago
Ustilago es un género de hongos basidimicetos de la familia Ustilaginaceae. 
Los hongos de este género son importantes patógenos de las plantas de la familia Poaceae y les producen la "enfermedad del tizón". Los miembros de este género al igual que otros relacionados son llamados "hongos tizones". Son hongos microscópicos y pueden ser identificados como agallas o manchas en las plantas infectadas. Su huésped vegetal más destacado es el maíz, el cual es infectado por el Ustilago maydis. El género comprende más de 200 especies descritas. 
El genoma de Ustilago maydis ha sido completamente secuenciado y es utilizado como un organismo modelo.

## Especies

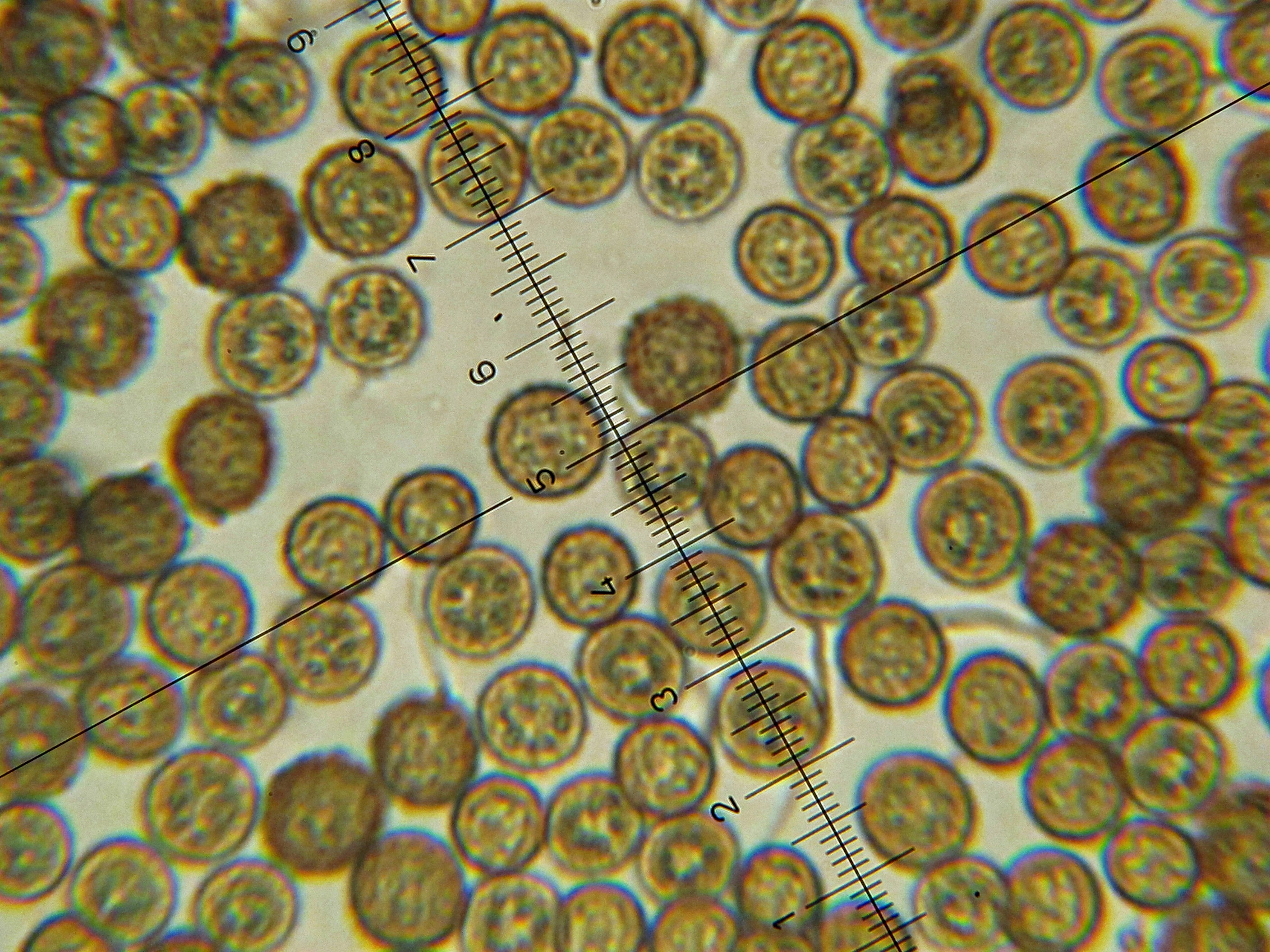
Ustilago maydis a vista microscópica.

Se han descritos las siguientes especies hasta 2014:
- Ustilago acroceratis
- Ustilago aegopogonis
- Ustilago aeluropodis
- Ustilago affinis
- Ustilago agrestis
- Ustilago agropyri
- Ustilago agrostidis-palustris
- Ustilago alcornii
- Ustilago aldabrensis
- Ustilago alismatis
- Ustilago alopecurivora
- Ustilago altilis
- Ustilago amphilophidis
- Ustilago andropogonis-tuberculati
- Ustilago apscheronica
- Ustilago arctagrostidis
- Ustilago aschersoniana
- Ustilago asprellae
- Ustilago athenae
- Ustilago austro-africana
- Ustilago avenae
- Ustilago bahuichivoensis
- Ustilago beckeropsidis
- Ustilago bethelii
- Ustilago bicolor
- Ustilago boissierae
- Ustilago bornmuelleri
- Ustilago boutelouae-humilis
- Ustilago bromi-mollis
- Ustilago buchloëformis
- Ustilago buchloës
- Ustilago bullata
- Ustilago bungeana
- Ustilago calamagrostidis
- Ustilago calcarea
- Ustilago caricis-wallichianae
- Ustilago carnea
- Ustilago catherinae
- Ustilago centrodomis
- Ustilago chloridicola
- Ustilago chloridis
- Ustilago circumdata
- Ustilago coelachyrae
- Ustilago coicis
- Ustilago compacta
- Ustilago constantineanui
- Ustilago convertere-sexualis
- Ustilago corcontica
- Ustilago crameri
- Ustilago crus-galli
- Ustilago ctenioides
- Ustilago curta
- Ustilago custanaica
- Ustilago cutandiae-memphiticae
- Ustilago cynodonticola
- Ustilago cynodontis
- Ustilago dactyloctenii
- Ustilago dactyloctenii-gigantei
- Ustilago dactylocteniophila
- Ustilago darjeelingensis
- Ustilago davisii
- Ustilago deccanii
- Ustilago deformis
- Ustilago delicata
- Ustilago deserticola
- Ustilago deyeuxiae
- Ustilago deyeuxiicola
- Ustilago drakensbergiana
- Ustilago dregeana
- Ustilago dregeanoides
- Ustilago ducellieri
- Ustilago duriusculae
- Ustilago echinata
- Ustilago echinochloae
- Ustilago egenula
- Ustilago elegans
- Ustilago elymicola
- Ustilago elytrigiae
- Ustilago enneapogonis
- Ustilago enteropogonis
- Ustilago eriochloae
- Ustilago esculenta
- Ustilago exigua
- Ustilago festucarum
- Ustilago filiformis
- Ustilago fingerhuthiae
- Ustilago gabonensis
- Ustilago glabra
- Ustilago grammica
- Ustilago grandis
- Ustilago griffithsii
- Ustilago grossheimii
- Ustilago gunnerae
- Ustilago haynaldiae
- Ustilago heleochloae
- Ustilago helictotrichi
- Ustilago herteri
- Ustilago heterogena
- Ustilago hilariicola
- Ustilago hitchcockiana
- Ustilago holwayana
- Ustilago hordei
- Ustilago hsuii
- Ustilago hyalinobipolaris
- Ustilago idonea
- Ustilago imperatae
- Ustilago inaltilis
- Ustilago induta
- Ustilago ixiolirii
- Ustilago ixophori
- Ustilago jardineae
- Ustilago kairamoi
- Ustilago kamerunensis
- Ustilago kyllingae
- Ustilago latzii
- Ustilago lepturi-xerophili
- Ustilago lepyrodiclidis
- Ustilago liroae
- Ustilago lolii
- Ustilago longiflora
- Ustilago lupini
- Ustilago lycuroides
- Ustilago magellanica
- Ustilago mauritiana
- Ustilago maydis
- Ustilago merxmuellerana
- Ustilago mesatlantica
- Ustilago mexicana
- Ustilago milii
- Ustilago milii-vernalis
- Ustilago minor
- Ustilago monermae
- Ustilago muhlenbergiae
- Ustilago mulfordiana
- Ustilago muricata
- Ustilago nagornyi
- Ustilago neurachnes
- Ustilago neyraudiae
- Ustilago nuda
- Ustilago operta
- Ustilago opiziicola
- Ustilago oplismeni
- Ustilago ornata
- Ustilago pamirica
- Ustilago panici-geminati
- Ustilago panici-proliferi
- Ustilago panici-virgati
- Ustilago pappophori
- Ustilago paradoxa
- Ustilago paraguariensis
- Ustilago parasnathii
- Ustilago paspali-dilatati
- Ustilago paspalidiicola
- Ustilago penniseti-purpurei
- Ustilago pentaschistidis
- Ustilago perirregularis
- Ustilago perrara
- Ustilago persicariae
- Ustilago peruviana
- Ustilago petrakii
- Ustilago phlei
- Ustilago phragmitis
- Ustilago phrygica
- Ustilago pimprina
- Ustilago piptatheri
- Ustilago planetella
- Ustilago poae-bulbosae
- Ustilago poae-nemoralis
- Ustilago polygoni-alpini
- Ustilago pospelovii
- Ustilago pueblaensis
- Ustilago punctata
- Ustilago quitensis
- Ustilago rabenhorstiana
- Ustilago raciborskiana
- Ustilago radulans
- Ustilago rechingeri
- Ustilago residua
- Ustilago rhynchelytri
- Ustilago rickeri
- Ustilago royleani
- Ustilago rwandensis
- Ustilago sabouriana
- Ustilago schlechteri
- Ustilago schmidtiae
- Ustilago schoenefeldiae
- Ustilago schroeteriana
- Ustilago sclerachnes
- Ustilago scrobiculata
- Ustilago scutulata
- Ustilago serpens
- Ustilago shiraiana
- Ustilago sieglingiae
- Ustilago sinkiangensis
- Ustilago sladenii
- Ustilago spadicea
- Ustilago sparsa
- Ustilago spegazzinii
- Ustilago sphaerogena
- Ustilago spinificis
- Ustilago sporoboli-indici
- Ustilago sporoboli-tremuli
- Ustilago striiformis
- Ustilago subminor
- Ustilago suddiana
- Ustilago syntherismae
- Ustilago tepperi
- Ustilago thaxteri
- Ustilago tillandsiae
- Ustilago togata
- Ustilago trachyniae
- Ustilago tragana
- Ustilago tragica
- Ustilago trebouxii
- Ustilago trichogena
- Ustilago trichoneurana
- Ustilago trichophora
- Ustilago tricuspidis
- Ustilago tridentis
- Ustilago triodiae
- Ustilago triplasidis
- Ustilago triraphidis
- Ustilago tritici
- Ustilago tuberculata
- Ustilago tucumanensis
- Ustilago turcomanica
- Ustilago ugamica
- Ustilago ulei
- Ustilago uniolae
- Ustilago utahensis
- Ustilago utriculosa
- Ustilago valentula
- Ustilago vastatoria
- Ustilago venezueliana
- Ustilago vetiveriae
- Ustilago vilfae
- Ustilago viviparifera
- Ustilago warneckeana
- Ustilago xerochloae
- Ustilago zambettakesii
- Ustilago zernae